# Самогласник
У фонетици, самогласник (такође вокал) је назив за глас у говорном језику који се ствара без запреке у говорном тракту тако да ваздушна струја слободно пролази од плућа до усана.
У српском језику самогласници су: а, е, и, о и у.
У сваком природном језику, слог укључује самогласнике. У неким језицима у тој функцији могу стајати уз самогласнике и гласови који се фонетички сматрају сугласницима, као на пример р у српској речи врт .

## Дефиниција
Постоје две комплементарне дефиниције самогласника, једна фонетска и друга фонолошка.
- У фонетској дефиницији, самогласник је звук, као што је енглески „ah” /ɑː/ или „oh” /oʊ/, произведен са отвореним вокалним трактом; он је средњи (ваздух излази дуж средине језика), орални (барем део протока ваздуха мора изаћи кроз уста), без трења и континуиран.[2] Не постоји значајно повећање ваздушног притиска у било којој тачки изнад глотиса. Ово је у супротности са сугласницима, као што је енглеско „sh” , који имају сужење или затварање у неком тренутку дуж вокалног тракта.
- У фонолошкој дефиницији, самогласник је дефинисан као слоговни, звук који чини врх слога.[3] Фонетски еквивалентан, али неслоговни звук је полуглас. У оралним језицима, фонетски самогласници обично чине врх (нуклеус) многих или свих слогова, док сугласници формирају почетак и (у језицима који их имају) код. Неки језици дозвољавају другим звуцима да формирају језгро слога, као што је слоговно (тј. вокално) l у енглеској речи table  (када се не сматра да има слаб самогласнички звук: ) или слоговно р у српскохрватској речи врт  „башта“.

Фонетска дефиниција „самогласника” (тј. звука који се производи без сужења у вокалном тракту) не поклапа се увек са фонолошком дефиницијом (тј. звука који формира врх слога). Апроксиманти  и  ово илуструју: оба су без много сужења у вокалном тракту (тако да фонетски изгледају као самогласници), али се јављају на почетку слогова (нпр. у „yet“ и „wet”) што сугерише да су фонолошки сугласници. Слична дебата се води око тога да ли реч попут bird у ротичком дијалекту има самогласник р-боје  или слоговни сугласник . Амерички лингвиста Кенет Пајк (1943) предложио је термине „вокоид“ за фонетски самогласник и „вокал“ за фонолошки самогласник, те су коришћењем ове терминологије  и  класификовани као вокоиди, али не и самогласници. Међутим, Мадисон и Емори (1985) су показали из низа језика да се полугласници производе са ужим сужењем вокалног тракта од самогласника, те се на основу тога могу сматрати сугласницима. Без обзира на то, фонетске и фонемске дефиниције и даље би биле у сукобу за слоговно /l/ у речи table или слоговни назали у речима button и rhythm.

## Акустика
У трећем издању свог уџбеника, Петер Ладефогед је препоручио коришћење дијаграма Ф1 у односу на Ф2 – Ф1 да би се приказао квалитет самогласника. Међутим, у четвртом издању, променио је препоруку да би усвојио једноставну зависност Ф1 од Ф2, и ова једноставна зависност Ф1 од Ф2 је задржана у петом (и последњем) издању књиге. Катрина Хејворд упоређује ове две врсте дијаграма и закључује да цртање Ф1 наспрам Ф2 – Ф1 „није баш задовољавајуће због његовог утицаја на постављање централних самогласника“, те такође препоручује коришћење једноставан дијаграм Ф1 наспрам Ф2. Заправо, овакву врсту графа Ф1 vs. Ф2 користили су аналитичари да покажу квалитет самогласника у широком спектру језика, укључујући РП, краљичин енглески, амерички енглески, сингапурски енглески, брунејски енглески, севернофризијски, турски кабардијски и различитe аутохтонe аустралијскe језиke.